# Classe Vista
La classe Vista est une classe  de navires de croisière de type Panamax construit par le chantier naval italien Fincantieri à Venise Marghera. 

Ces navires sont construits pour différents opérateurs de croisières :
- Holland America Line
- P&O Cruises
- Cunard Line
- Costa Croisières

## Historique
Cette classe Vista a été initialement conçue pour la Holland America Line, le type Panamax définissant la taille.

Le cinquième, qui était primitivement destiné à la Holland America Line a été transféré à la Cunard Line en 2003  pour devenir le Queen Victoria. Mais en raison de la restructuration au sein de leur société-mère la Carnival Corporation & PLC, et d'une décision ultérieure de la Cunard Line d'y introduire des modifications  pour ressembler au Queen Mary 2, la coque a été de nouveau transférée à la P&O Cruises pour devenir le MS Arcadia.

## Modèles dérivés
La conception de la classe Vista a été utilisé dans trois modèles dérivés.
- Classe Vista élargie :

Après le transfert de la cinquième coque à la P&O Cruises, la Cunard Line a commandé un nouveau MS Queen Victoria an chantier italien Fincantieri en 2004.

Cette modification de conception de coque élargie à 293,98 m  a été rendue nécessaire pour ajouter un pont supplémentaire et revoir la disposition des cabines et les espaces publics. Et afin de répondre aux exigences des traversées transatlantiques, les éléments clés de son pont, des cloisons et de sa coque furent renforcés.

Le MS Queen Elizabeth, commandé pour 2010, fut construit sur la même base.
- Classe Signature  :

Sur la base de la longueur réduite à 285 m du MS Noordam, le remaniement des cabines et des espaces publics a aussi été réalisé pour la conception du MS Eurodam tout en respectant le design de la classe Vista standard.

Le MS Nieuw Amsterdam, commandé pour 2010, fut construit sur la même base dite classe Signature.
- Vista hybride/classe Spirit :

En mai 2009, Costa Croisières a pris livraison du Costa Luminosa. Ce premier navire est considéré comme un concept hybride en prenant le meilleur de la construction de Aker Yards de la classe Spirit équipant Costa Croisières et Carnival Cruise Lines pour l'Atlantique et la Méditerranée, et de la classe Vista équipant la Holland America Line pour l'Amérique.
Un deuxième navire de même design, le Costa Deliziosa, commandé pour 2010, a été aussi construit sur cette base.

## Caractéristiques
Les navires sont équipés d'un moteur diesel-électrique et une centrale électrique Azipod système de propulsion. Ces navires sont conçus de sorte que quatre-vingt-cinq pour cent des cabines ont vue sur l'océan et soixante-sept pour cent ont vérandas ; l'utilisation du verre dans la superstructure des navires de classe Vista se reflète également dans le nom de classe

## Les unités de la classe
- Holland America Line : 
  - MS Zuiderdam - mis en service en 2002.
  - MS Oosterdam - mis en service en 2003.
  - MS Westerdam - mis en service en 2004.
  - MS Noordam - mis en service en 2006.
  - MS Eurodam - mis en service en 2008.
  - MS Nieuw Amsterdam - mis en service en 2010.
- P&O Cruises :
  - MS Arcadia - mis en service en 2005.

- Cunard Line :

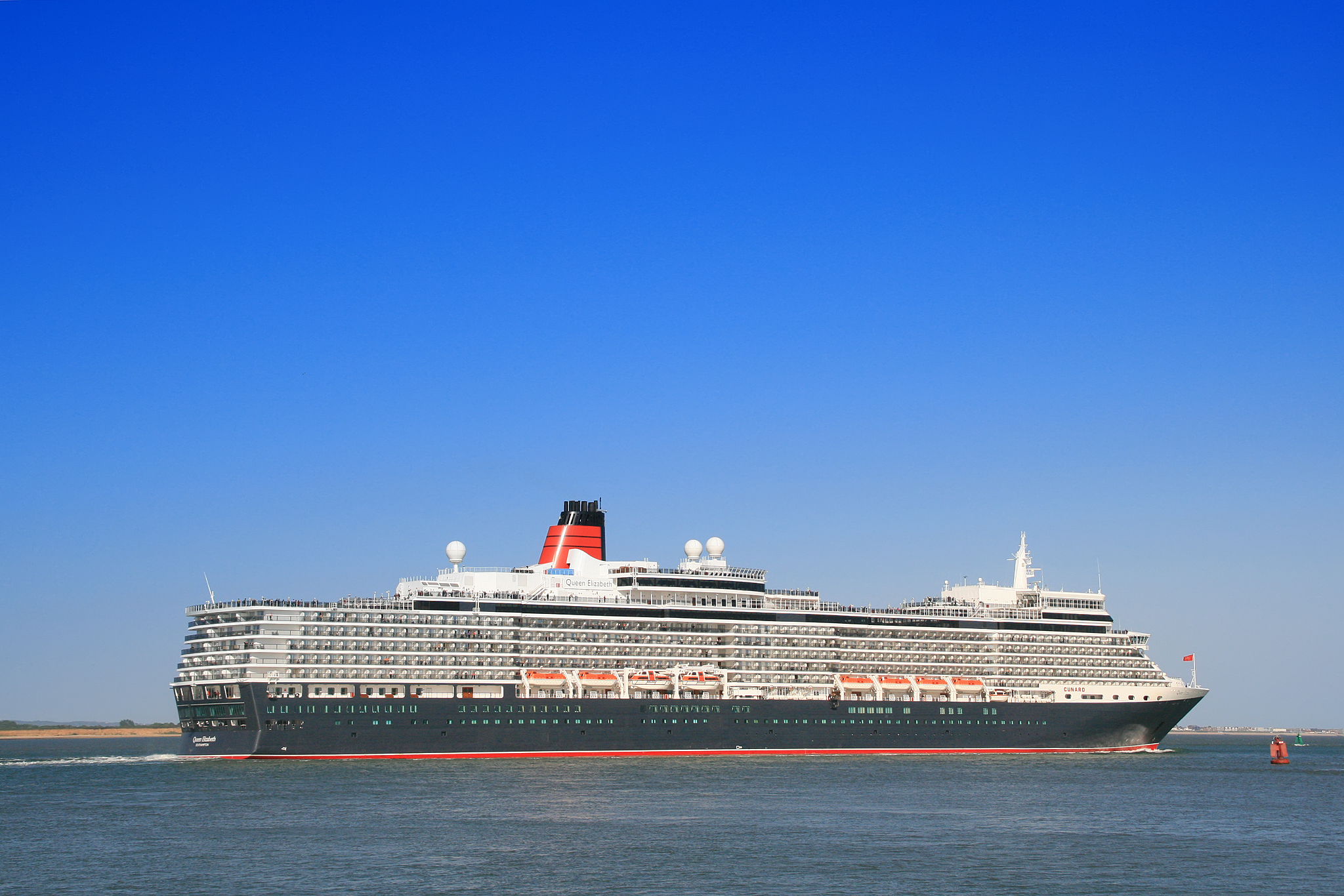
Queen Elizabeth 2010

  - MS Queen Victoria - mis en service en 2007.
  - MS Queen Elizabeth - mis en service en 2010.
- Costa Croisières :
  - Costa Luminosa - mis en service en 2009.
  - Costa Deliziosa - mis en service en 2010.

## Classes similaires
- Classe Spirit, de type Panamax de l'armement Carnival Cruise Lines et Costa Croisières.
- Classe Radiance, de type Panamax de l'armement Royal Caribbean Cruise Line.
- Coral Princess et Island Princess de type Panamax de l'armement Princess Cruises.